# Archentéron

Archentéron, tube digestif (anglais en) primitif.

L’archentéron (du grec arkhaios, ancien et enteron, intestin) est le nom donné à l'intestin primitif des Métazoaires, c'est-à-dire à la première cavité qui traverse l'embryon en cours de développement et qui communique avec l'extérieur par le blastopore.
Formé au cours de la gastrulation, cet organe tubulaire est entouré de l'endoderme nouvellement formé et deviendra l'appareil digestif de l'organisme.
Après la gastrulation, le blastopore a plusieurs devenirs : il donne soit la bouche, soit l'anus.
Historiquement, l'ordre de formation de l'anus de l'organisme était utilisé pour différentier les Protostomiens des Deutérostomiens, les protostomiens formant leur bouche avant leur anus, (prỗtos, « premier » et stóma, « bouche ») et les Deutérostomiens formant leur anus avant la bouche (deúteros, second, et stoma, bouche).
Cette synapomorphie n'était basée sur des observations que sur quelques groupes, alors qu'il y a une très grande diversité sur l'ordre de formation de l'anus, chez les protostomiens et chez les deutérostomiens.